# Castel Fontana
Castel Fontana (o anche Castel Brunnenburg; Brunnenburg in tedesco) è un castello medievale presso Tirolo, nel Burgraviato ed in val Venosta (BZ).

## Storia

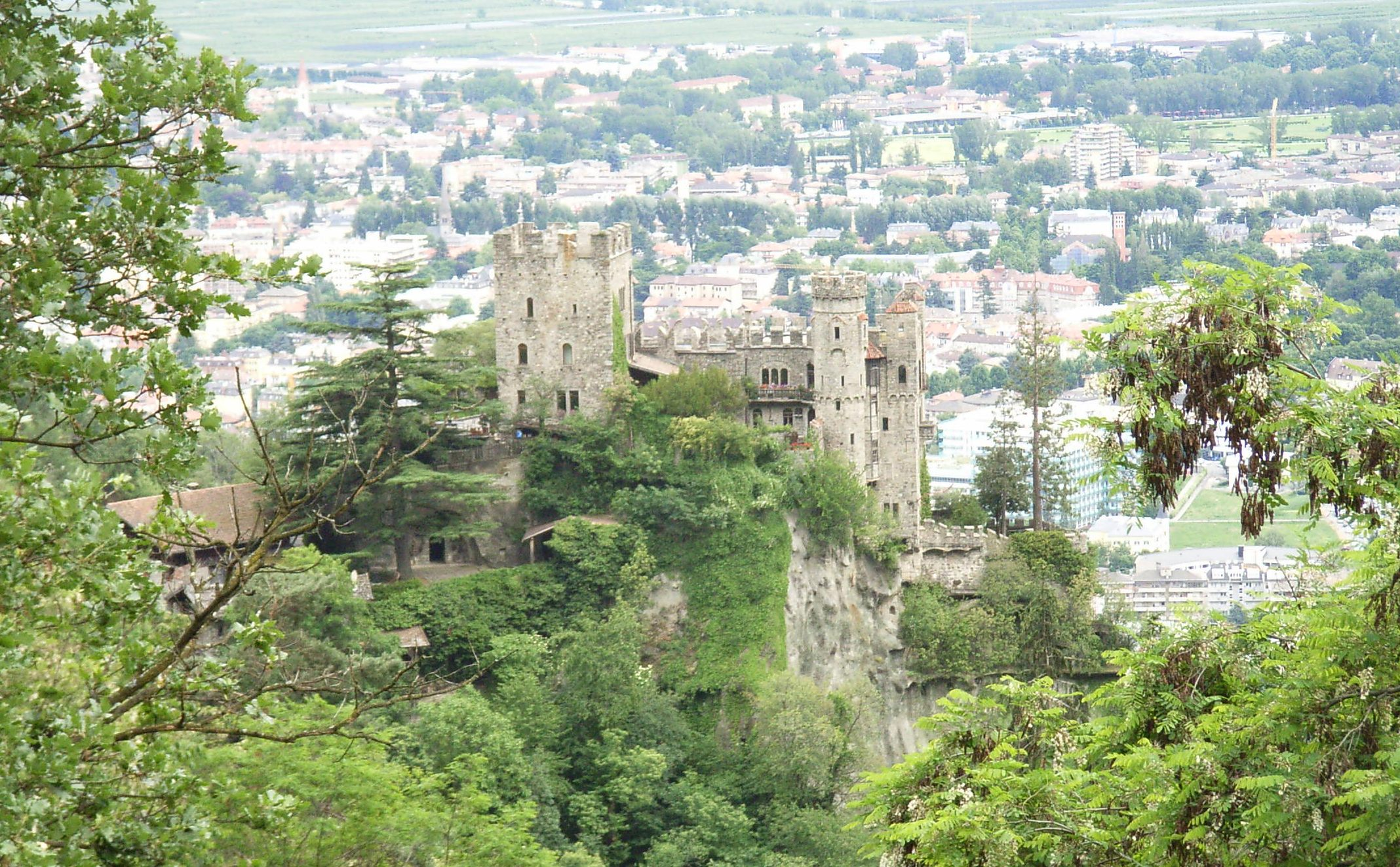
Vista del castello e della città di Merano

Il castello fu edificato nel 1241, allora nel territorio della diocesi di Coira, da Wilhelm Tarant al servizio del Conte Alberto III di Tirolo. Nel tempo fu diverse volte distrutto e quindi ricostruito. Il castello deve probabilmente il suo nome ad una sorgente, che poteva essere esistita nelle vicinanze del castello; anche le attestazioni del castello come Prunnenberch nel 1285 e Brunnberg nel 1437 fanno propendere per tale etimologia. Un'altra ipotesi fa derivare il nome del castello da quello di uno dei suoi numerosi proprietari.
Nel 1356 fu acquistato dai fratelli Heinrich e Johann von Bopfingen. Heinrich era parroco di Tirolo, delegato di Ludovico von Brandenburg e Capitano della contea del Tirolo (fino al 1359); Johann era soprannominato il trovatore (Minnesänger).
Nel 1421 il castello fu acquistato dal capellano del Duca Federico Tascavuota, Ulrich Putsch, che successivamente divenne vescovo della Diocesi di Bressanone.
Nel 1457 il castello fu acquistato da Hans (o Johann) von Kripp, alla famiglia del quale appartenne sino al 1812, anche se già nel 1600 la fortificazione veniva descritta come "vecchio castello diroccato".
Nel 1705 il contadino Gregor Hofer iniziò a far restaurare il castello, realizzando alcuni lavori strutturali.
Nel 1884 un altro contadino, Michael Sonnenburger, borgomastro di Tirolo, prese possesso del castello. Fu nel 1889 che si inaugurò il tiro a segno, con grande parata di Schützen, e come ospite d'onore l'arciduca Francesco Ferdinando, che fu poi assassinato a Sarajevo nel 1914.
Nel 1903 il castello fu acquistato da Karl Schwickert, industriale di Pforzheim (in Renania), il quale diede inizio ad un restauro, senza risparmio di mezzi e risorse. Questo restauro, però, trasformò radicalmente la struttura del castello, che venne quasi ridisegnato seguendo il gusto del nuovo proprietario (si nota un vago richiamo allo stile neogotico). L'opera non fu mai terminata a causa della morte di Schwickert (1927), ed il castello cadde nuovamente in rovina.
Nel 1955 il castello fu acquistato dal principe Boris de Rachewiltz (professore ed egittologo), che nel 1946 aveva sposato Mary, la figlia del poeta statunitense Ezra Pound e di Olga Rudge. Pound vi risiedette dal 1958 fino alla sua morte. Nel periodo che trascorse al castello, il poeta compose gli ultimi 6 dei suoi 116 Cantos.
(Ezra Pound, Canto 97)
Diventato il Museo agricolo Brunnenburg (Landwirtschaftsmuseum Brunnenburg) nel 1974, il castello illustra usanze e modi di lavoro dei contadini della zona, ed è attualmente visitabile ogni giorno, da aprile ad ottobre.
Il castello ospita pure un Ezra Pound Center for Literature, legato alla University of New Orleans (USA).